# Чемпионат России по лёгкой атлетике 1995
Открытый чемпионат России по лёгкой атлетике 1995 года прошёл 16—18 июня в Москве на стадионе «Локомотив». Соревнования являлись отборочными в сборную России на чемпионат мира, прошедший 5—13 августа в шведском Гётеборге. Наряду с российскими легкоатлетами в чемпионате принимали участие спортсмены из ближнего зарубежья. На протяжении 3 дней было разыграно 38 комплектов медалей.
В течение 1995 года в различных городах были проведены также чемпионаты России в отдельных дисциплинах лёгкой атлетики:
- 29 января — открытый чемпионат России по кроссу (Кисловодск)
- 10—11 февраля — открытый зимний чемпионат России по спортивной ходьбе (Адлер)
- 19—20 февраля — открытый зимний чемпионат России по длинным метаниям (Адлер)
- 4 марта — открытый чемпионат России по бегу по шоссе (Адлер)
- 22 апреля — открытый чемпионат России по марафону (Зеленоградск)
- 7 мая — чемпионат России по бегу на 100 км (Москва)
- 3—4 июня — открытый чемпионат России по спортивной ходьбе (Ижевск)
- 5 июня — чемпионат России в беге на 5000 метров (Москва)
- 24—25 июня — чемпионат России по суточному бегу (Подольск)
- 30 июня — чемпионат России в беге на 10 000 метров (Санкт-Петербург)

## Медалисты

### Мужчины
| Дисциплина                          | Золото                                                                             | Золото                 | Серебро                                                                             | Серебро                | Бронза                                                                                          | Бронза                 |
| ----------------------------------- | ---------------------------------------------------------------------------------- | ---------------------- | ----------------------------------------------------------------------------------- | ---------------------- | ----------------------------------------------------------------------------------------------- | ---------------------- |
| 100 м (ветер: −1,2 м/с)             | Андрей Григорьев Омская область                                                    | 10,25                  | Александр Порхомовский Москва                                                       | 10,40                  | Андрей Федорив Москва                                                                           | 10,53                  |
| 200 м (ветер: −0,8 м/с)             | Александр Соколов Калининградская область                                          | 20,76                  | Константин Дёмин Москва                                                             | 20,94                  | Андрей Федорив Москва                                                                           | 20,96                  |
| 400 м                               | Дмитрий Косов Приморский край                                                      | 45,53                  | Дмитрий Головастов Москва                                                           | 46,08                  | Иннокентий Жаров Санкт-Петербург                                                                | 46,32                  |
| 800 м                               | Андрей Логинов Москва                                                              | 1.47,41                | Сергей Кожевников Рязанская область                                                 | 1.48,01                | Павел Долгушев Москва                                                                           | 1.48,08                |
| 1500 м                              | Вячеслав Шабунин Москва                                                            | 3.39,67                | Андрей Задорожный Ярославская область                                               | 3.42,63                | Олег Степанов Курганская область                                                                | 3.43,19                |
| 3000 м с препятствиями              | Владимир Пронин Москва                                                             | 8.27,74                | Владимир Голяс Пензенская область                                                   | 8.29,47                | Алексей Горбунов Пермская область                                                               | 8.32,84                |
| 110 м с барьерами (ветер: −0,7 м/с) | Геннадий Дакшевич Краснодарский край                                               | 13,82                  | Владимир Шишкин Нижегородская область                                               | 13,84                  | Александр Маркин Москва                                                                         | 13,93                  |
| 400 м с барьерами                   | Руслан Мащенко Воронежская область                                                 | 49,13                  | Сергей Подрез Воронежская область                                                   | 49,87                  | Андрей Боровиков Кемеровская область                                                            | 50,11                  |
| Прыжок в высоту                     | Григорий Федорков Москва                                                           | 2,28 м                 | Сергей Клюгин Москва                                                                | 2,25 м                 | Алексей Макурин Башкортостан                                                                    | 2,22 м                 |
| Прыжок с шестом                     | Игорь Транденков Санкт-Петербург                                                   | 5,80 м                 | Радион Гатауллин Санкт-Петербург                                                    | 5,80 м                 | Максим Тарасов Ярославская область                                                              | 5,80 м                 |
| Прыжок в длину                      | Андрей Игнатов Краснодарский край                                                  | 8,34 м (+1,4 м/с)      | Станислав Тарасенко Ростовская область                                              | 8,32 м (+1,3 м/с)      | Дмитрий Багрянов Москва                                                                         | 8,18 м (+2,2 м/с)      |
| Тройной прыжок                      | Виктор Сотников [a] Санкт-Петербург                                                | 16,81 м [a] (−0,6 м/с) | Андрей Куренной [a] Краснодарский край                                              | 16,72 м [a] (−0,2 м/с) | Армен Мартиросян [a] Армения                                                                    | 16,44 м [a] (+0,8 м/с) |
| Толкание ядра                       | Алексей Шидловский Москва                                                          | 19,06 м                | Сергей Смирнов Санкт-Петербург                                                      | 18,95 м                | Сергей Николаев Санкт-Петербург                                                                 | 18,87 м                |
| Метание диска                       | Сергей Ляхов Москва                                                                | 64,12 м                | Дмитрий Шевченко Краснодарский край                                                 | 62,52 м                | Александр Боричевский Санкт-Петербург                                                           | 61,62 м                |
| Метание молота                      | Илья Коновалов Нижегородская область                                               | 78,12 м                | Александр Селезнёв Смоленская область                                               | 76,00 м                | Сергей Гаврилов Ярославская область                                                             | 75,60 м                |
| Метание копья                       | Владимир Овчинников Волгоградская область                                          | 82,16 м                | Юрий Рыбин Липецкая область                                                         | 81,94 м                | Сергей Макаров Московская область                                                               | 81,50 м                |
| Десятиборье                         | Валерий Белоусов Ставропольский край                                               | 7945 очков             | Николай Афанасьев Татарстан                                                         | 7787 очков             | Сергей Никитин Кемеровская область                                                              | 7414 очков             |
| Эстафета 4×100 м                    | Омская область Евгений Григорьев Борис Жгир Андрей Григорьев Станислав Москвин     | 40,46                  | Москва Андрей Федорив Константин Дёмин Андрей Сорокин Алексей Фуртов                | 40,77                  | Сибирь А. Степанов А. Пичугин Сергей Бычков Альберт Потапов                                     | 41,49                  |
| Эстафета 4×400 м                    | Санкт-Петербург Иннокентий Жаров Станислав Габидулин Роман Рославцев Герман Петров | 3.07,57                | Иркутская область Валерий Стародубцев Евгений Авербух Дмитрий Гузов Дмитрий Беликов | 3.11,28                | Нижегородская область Всеволод Ворончихин Александр Калашников Владимир Стенюков Дмитрий Буйнов | 3.13,27                |

a  Допинг-проба, взятая после завершения соревнований у победителя в тройном прыжке Василия Сокова, оказалась положительной. Спортсмен был дисквалифицирован на 3 месяца, а его результат на чемпионате России 1995 года (золото с прыжком на 17,05 м) — в соответствии с правилами аннулирован.

### Женщины
| Дисциплина                          | Золото                                                                                       | Золото             | Серебро                                                                                 | Серебро            | Бронза                                                                                 | Бронза             |
| ----------------------------------- | -------------------------------------------------------------------------------------------- | ------------------ | --------------------------------------------------------------------------------------- | ------------------ | -------------------------------------------------------------------------------------- | ------------------ |
| 100 м (ветер: −1,4 м/с)             | Екатерина Лещёва Волгоградская область                                                       | 11,35              | Марина Транденкова Санкт-Петербург                                                      | 11,36              | Наталья Воронова Москва                                                                | 11,41              |
| 200 м (ветер: −1,2 м/с)             | Марина Транденкова Санкт-Петербург                                                           | 22,58              | Екатерина Лещёва Волгоградская область                                                  | 22,61              | Галина Мальчугина Московская область                                                   | 22,76              |
| 400 м                               | Юлия Сотникова Нижегородская область                                                         | 51,06              | Татьяна Чебыкина Москва                                                                 | 51,62              | Елена Андреева Свердловская область                                                    | 51,77              |
| 800 м                               | Елена Афанасьева Московская область                                                          | 1.59,83            | Татьяна Григорьева Курганская область                                                   | 2.00,16            | Ирина Бирюкова Иркутская область                                                       | 2.01,23            |
| 1500 м                              | Людмила Борисова Санкт-Петербург                                                             | 4.04,23            | Маргарита Марусова Санкт-Петербург                                                      | 4.04,51            | Людмила Рогачёва Ставропольский край                                                   | 4.05,16            |
| 2000 м с препятствиями              | Светлана Рогова Московская область                                                           | 6.21,04            | Людмила Куропаткина Ярославская область                                                 | 6.27,17            | Марина Плужникова Нижегородская область                                                | 6.30,52            |
| 100 м с барьерами (ветер: −1,9 м/с) | Татьяна Решетникова Санкт-Петербург                                                          | 12,89              | Светлана Лаухова Санкт-Петербург                                                        | 13,20              | Юлия Граудынь Москва                                                                   | 13,41              |
| 400 м с барьерами                   | Ольга Назарова Санкт-Петербург                                                               | 55,16              | Анна Кнороз Санкт-Петербург                                                             | 55,99              | Вера Ордина Санкт-Петербург                                                            | 56,09              |
| Прыжок в высоту                     | Виктория Фёдорова Санкт-Петербург                                                            | 1,95 м             | Татьяна Моткова Ярославская область                                                     | 1,95 м             | Елена Топчина Санкт-Петербург                                                          | 1,95 м             |
| Прыжок с шестом                     | Марина Андреева Краснодарский край                                                           | 4,05 м             | Светлана Абрамова Москва                                                                | 3,90 м             | Наталья Механошина Москва                                                              | 3,60 м             |
| Прыжок в длину                      | Ольга Рублёва Волгоградская область                                                          | 7,01 м (+2,2 м/с)  | Людмила Галкина Саратовская область                                                     | 6,85 м (+2,2 м/с)  | Ирина Мушаилова Краснодарский край                                                     | 6,81 м (+0,9 м/с)  |
| Тройной прыжок                      | Иоланда Чен Москва                                                                           | 14,88 м (−0,2 м/с) | Инна Ласовская Москва                                                                   | 14,58 м (+0,4 м/с) | Анна Бирюкова Москва                                                                   | 14,52 м (−0,4 м/с) |
| Толкание ядра                       | Ирина Коржаненко Ростовская область                                                          | 19,37 м            | Ирина Худорошкина Московская область                                                    | 19,24 м            | Марина Антонюк Пермская область                                                        | 17,88 м            |
| Метание диска                       | Наталья Садова Нижегородская область                                                         | 63,36 м            | Антонина Патока Санкт-Петербург                                                         | 61,82 м            | Валентина Иванова Волгоградская область                                                | 61,50 м            |
| Метание молота                      | Ольга Кузенкова Смоленская область                                                           | 68,16 м            | Татьяна Константинова Смоленская область                                                | 59,68 м            | Виктория Полянская Санкт-Петербург                                                     | 57,94 м            |
| Метание копья                       | Екатерина Ивакина Ставропольский край                                                        | 61,34 м            | Оксана Овчинникова Волгоградская область                                                | 60,16 м            | Оксана Ярыгина Самарская область                                                       | 58,68 м            |
| Семиборье                           | Ирина Тюхай Красноярский край                                                                | 6482 очка          | Елена Лебеденко Москва                                                                  | 6342 очка          | Ирина Вострикова Иркутская область                                                     | 6284 очка          |
| Эстафета 4×100 м                    | Свердловская область Наталья Хрущелёва Елизавета Чернышёва Надия Чемерова Наталья Мерзлякова | 45,31              | Красноярский край Марина Слушкина Наталья Шеходанова Ольга Савина Нина Арнст            | 45,91              | Ярославская область Лариса Ярлыченко Юлия Волкова Любовь Прыткова Оксана Хрескина      | 46,27              |
| Эстафета 4×400 м                    | Москва Марина Жирова Елена Голешева Татьяна Чебыкина Ольга Назарова                          | 3.29,86            | Свердловская область Ольга Котлярова Светлана Старкова Наталья Хрущелёва Елена Андреева | 3.31,28            | Санкт-Петербург Юлия Тарасенко Марина Анисимова Екатерина Бахвалова Екатерина Куликова | 3.32,69            |

## Открытый чемпионат России по кроссу
Открытый чемпионат России по кроссу состоялся 29 января 1995 года в Кисловодске, Ставропольский край.

### Мужчины
| Дисциплина  | Золото                   | Золото | Серебро                    | Серебро | Бронза                 | Бронза |
| ----------- | ------------------------ | ------ | -------------------------- | ------- | ---------------------- | ------ |
| Кросс 12 км | Геннадий Панин Татарстан | 37.09  | Владимир Афанасьев Чувашия | 37.10   | Сергей Федотов Бурятия | 37.11  |

### Женщины
| Дисциплина | Золото                                 | Золото | Серебро                     | Серебро | Бронза                       | Бронза |
| ---------- | -------------------------------------- | ------ | --------------------------- | ------- | ---------------------------- | ------ |
| Кросс 6 км | Ольга Бондаренко Волгоградская область | 19.51  | Наталья Соломинская Бурятия | 20.07   | Алла Жиляева Курская область | 20.13  |

## Открытый зимний чемпионат России по спортивной ходьбе
Открытый зимний чемпионат России по спортивной ходьбе 1995 прошёл 10—11 февраля в Адлере.

### Мужчины
| Дисциплина      | Золото                             | Золото  | Серебро                               | Серебро | Бронза                              | Бронза  |
| --------------- | ---------------------------------- | ------- | ------------------------------------- | ------- | ----------------------------------- | ------- |
| Ходьба на 20 км | Владимир Андреев Чувашия           | 1:18.32 | Илья Марков Свердловская область      | 1:18.53 | Ришат Шафиков Челябинская область   | 1:19.13 |
| Ходьба на 35 км | Николай Матюхин Московская область | 2:29.12 | Андрей Плотников Владимирская область | 2:30.07 | Алексей Воеводин Пензенская область | 2:30.18 |

### Женщины
| Дисциплина      | Золото                   | Золото | Серебро                 | Серебро | Бронза                               | Бронза |
| --------------- | ------------------------ | ------ | ----------------------- | ------- | ------------------------------------ | ------ |
| Ходьба на 10 км | Елена Аршинцева Мордовия | 41.50  | Елена Грузинова Чувашия | 41.58   | Тамара Коваленко Ярославская область | 42.01  |

## Открытый зимний чемпионат России по длинным метаниям
Открытый зимний чемпионат России по длинным метаниям 1995 прошёл 19—20 февраля в Адлере.

### Мужчины
| Дисциплина     | Золото                                    | Золото  | Серебро                              | Серебро | Бронза                               | Бронза  |
| -------------- | ----------------------------------------- | ------- | ------------------------------------ | ------- | ------------------------------------ | ------- |
| Метание диска  | Александр Боричевский Санкт-Петербург     | 60,50 м | Евгений Карпов Москва                | 58,12 м | Вячеслав Демаков Челябинская область | 58,12 м |
| Метание молота | Александр Селезнёв Смоленская область     | 79,50 м | Илья Коновалов Нижегородская область | 75,70 м | Андрей Будыкин Москва                | 73,08 м |
| Метание копья  | Владимир Овчинников Волгоградская область | 80,94 м | Андрей Шевчук Волгоградская область  | 77,00 м | Владимир Сасимович Беларусь          | 74,86 м |

### Женщины
| Дисциплина     | Золото                                  | Золото  | Серебро                                  | Серебро | Бронза                                   | Бронза  |
| -------------- | --------------------------------------- | ------- | ---------------------------------------- | ------- | ---------------------------------------- | ------- |
| Метание диска  | Валентина Иванова Волгоградская область | 61,00 м | Антонина Патока Санкт-Петербург          | 60,54 м | Наталья Садова Нижегородская область     | 59,38 м |
| Метание молота | Ольга Кузенкова Смоленская область      | 65,60 м | Татьяна Константинова Смоленская область | 62,02 м | Виктория Полянская Санкт-Петербург       | 58,90 м |
| Метание копья  | Екатерина Ивакина Ставропольский край   | 65,34 м | Наталья Шиколенко Беларусь               | 63,42 м | Оксана Овчинникова Волгоградская область | 61,22 м |

## Открытый чемпионат России по бегу по шоссе
Открытый чемпионат России по бегу по шоссе 1995 состоялся 4 марта в Адлере.

### Мужчины
| Дисциплина | Золото                            | Золото | Серебро                    | Серебро | Бронза                         | Бронза  |
| ---------- | --------------------------------- | ------ | -------------------------- | ------- | ------------------------------ | ------- |
| 10 км      | Сергей Федотов Бурятия            | 28.51  | Владимир Афанасьев Чувашия | 28.52   | Геннадий Темников Бурятия      | 28.55   |
| 20 км      | Дмитрий Капитонов Санкт-Петербург | 59.38  | Дмитрий Табаченков Москва  | 1:00.27 | Евгений Агапов Санкт-Петербург | 1:00.37 |

### Женщины
| Дисциплина | Золото                        | Золото  | Серебро                              | Серебро | Бронза                               | Бронза  |
| ---------- | ----------------------------- | ------- | ------------------------------------ | ------- | ------------------------------------ | ------- |
| 5 км       | Наталья Соломинская Бурятия   | 16.00   | Ирина Лебединская Ростовская область | 16.24   | Светлана Поспелова Иркутская область | 16.25   |
| 20 км      | Елена Ускова Тульская область | 1:08.11 | Марина Беляева Нижегородская область | 1:08.39 | Лариса Зюзько Новосибирская область  | 1:08.54 |

## Открытый чемпионат России по марафону
Открытый чемпионат России 1995 года по марафону состоялся 22 апреля в Зеленоградске, Калининградская область.

### Мужчины
| Дисциплина | Золото                            | Золото  | Серебро               | Серебро | Бронза                                  | Бронза  |
| ---------- | --------------------------------- | ------- | --------------------- | ------- | --------------------------------------- | ------- |
| Марафон    | Владимир Плыкин Самарская область | 2:16.28 | Фарит Ганиев Удмуртия | 2:17.35 | Александр Куфтырёв Владимирская область | 2:17.49 |

### Женщины
| Дисциплина | Золото                              | Золото  | Серебро                         | Серебро | Бронза                     | Бронза  |
| ---------- | ----------------------------------- | ------- | ------------------------------- | ------- | -------------------------- | ------- |
| Марафон    | Ольга Назаркина Ульяновская область | 2:35.09 | Гузель Тазетдинова Башкортостан | 2:36.14 | Татьяна Бонько Саха−Якутия | 2:38.59 |

## Чемпионат России по бегу на 100 км
Чемпионат России по бегу на 100 километров прошёл 7 мая в Москве.

### Мужчины
| Дисциплина | Золото                               | Золото  | Серебро               | Серебро | Бронза                               | Бронза  |
| ---------- | ------------------------------------ | ------- | --------------------- | ------- | ------------------------------------ | ------- |
| 100 км     | Алексей Круглов Владимирская область | 6:37.36 | Николай Тетин Чувашия | 6:41.44 | Григорий Мурзин Свердловская область | 6:43.12 |

### Женщины
| Дисциплина | Золото                                | Золото  | Серебро                             | Серебро | Бронза                          | Бронза  |
| ---------- | ------------------------------------- | ------- | ----------------------------------- | ------- | ------------------------------- | ------- |
| 100 км     | Лариса Головачёва Саратовская область | 8:37.16 | Зинаида Шабалина Московская область | 8:58.49 | Ирина Коваль Московская область | 9:02.50 |

## Открытый чемпионат России по спортивной ходьбе
Открытый чемпионат России по спортивной ходьбе 1995 прошёл 3—4 июня в Ижевске.

### Мужчины
| Дисциплина      | Золото                             | Золото  | Серебро                            | Серебро | Бронза                    | Бронза  |
| --------------- | ---------------------------------- | ------- | ---------------------------------- | ------- | ------------------------- | ------- |
| Ходьба на 20 км | Илья Марков Свердловская область   | 1:20.17 | Игорь Любомиров Пензенская область | 1:20.36 | Валерий Борисов Казахстан | 1:21.38 |
| Ходьба на 50 км | Николай Матюхин Московская область | 3:51.13 | Олег Трошин Московская область     | 3:52.40 | Герман Скурыгин Удмуртия  | 3:55.17 |

### Женщины
| Дисциплина      | Золото                     | Золото | Серебро                   | Серебро | Бронза                            | Бронза |
| --------------- | -------------------------- | ------ | ------------------------- | ------- | --------------------------------- | ------ |
| Ходьба на 10 км | Лариса Рамазанова Мордовия | 41.29  | Олимпиада Иванова Чувашия | 41.30   | Нина Алюшенко Ставропольский край | 42.11  |

## Чемпионат России по бегу на 5000 метров
Чемпионат России 1995 года по бегу на 5000 метров состоялся 5 июня в Москве на стадионе «Локомотив» в рамках Мемориала братьев Знаменских. В забегах принимало участие большое количество иностранных спортсменов. У мужчин весь пьедестал Мемориала заняли представители Кении: выиграл Пол Тергат с результатом 13.24,55, следом пришли Шем Корория (13.24,68) и Уилсон Омвойо (13.25,76). Лучший из россиян, Венер Кашаев, финишировал лишь 7-м, но был объявлен чемпионом страны с результатом 13.39,92. Другие два призёра, 17-летний Григорий Генералов и Олег Стрижаков, заняли в итоговом протоколе 12-е и 13-е места соответственно. У женщин борьба происходила в основном между российскими участницами. Победила на Мемориале и в чемпионате страны Виктория Ненашева, а из зарубежных бегуний лучшей была португалка Альбертина Диаш, занявшая третье место (15.21,48).

### Мужчины
| Дисциплина | Золото                    | Золото   | Серебро                            | Серебро  | Бронза                             | Бронза   |
| ---------- | ------------------------- | -------- | ---------------------------------- | -------- | ---------------------------------- | -------- |
| 5000 м     | Венер Кашаев Башкортостан | 13.39,92 | Григорий Генералов Санкт-Петербург | 14.04,26 | Олег Стрижаков Воронежская область | 14.04,49 |

### Женщины
| Дисциплина | Золото                            | Золото   | Серебро                           | Серебро  | Бронза                   | Бронза   |
| ---------- | --------------------------------- | -------- | --------------------------------- | -------- | ------------------------ | -------- |
| 5000 м     | Виктория Ненашева Санкт-Петербург | 15.16,29 | Мария Пантюхова Иркутская область | 15.20,76 | Лидия Василевская Москва | 15.29,13 |

## Чемпионат России по суточному бегу
Чемпионат России по суточному бегу прошёл 24—25 июня в городе Подольске. На старт вышли 76 легкоатлетов (70 мужчин и 6 женщин). По уровню показанных результатов среди мужчин данный чемпионат стал лучшим в стране на долгие годы вперёд. Чемпион Анатолий Кругликов установил национальный рекорд — 275 982 м. В мире за всю историю суточного бега только два человека имели результаты лучше (один из них — многократный рекордсмен мира Янис Курос). 27 бегунов (24 мужчины и 3 женщины) показали результаты больше 200 км.

### Мужчины
| Дисциплина   | Золото                                | Золото    | Серебро                         | Серебро   | Бронза                            | Бронза    |
| ------------ | ------------------------------------- | --------- | ------------------------------- | --------- | --------------------------------- | --------- |
| Суточный бег | Анатолий Кругликов Смоленская область | 275 982 м | Эдуард Хиров Московская область | 272 619 м | Иван Лабутин Владимирская область | 267 088 м |

### Женщины
| Дисциплина   | Золото                               | Золото    | Серебро                 | Серебро   | Бронза                              | Бронза    |
| ------------ | ------------------------------------ | --------- | ----------------------- | --------- | ----------------------------------- | --------- |
| Суточный бег | Елена Сидоренкова Смоленская область | 226 000 м | Римма Пальцева Марий Эл | 214 000 м | Зинаида Шабалина Московская область | 208 800 м |

## Чемпионат России по бегу на 10 000 метров
Чемпионат России по бегу на 10 000 метров прошёл 30 июня в Санкт-Петербурге на стадионе «Петровский». Забеги прошли в программе международных соревнований «Встреча Доброй Воли».

### Мужчины
| Дисциплина | Золото                 | Золото   | Серебро                | Серебро  | Бронза                            | Бронза   |
| ---------- | ---------------------- | -------- | ---------------------- | -------- | --------------------------------- | -------- |
| 10 000 м   | Фарид Хайруллин Москва | 28.31,30 | Сергей Федотов Бурятия | 28.35,50 | Дмитрий Капитонов Санкт-Петербург | 28.41,98 |

### Женщины
| Дисциплина | Золото                         | Золото   | Серебро                     | Серебро  | Бронза                         | Бронза   |
| ---------- | ------------------------------ | -------- | --------------------------- | -------- | ------------------------------ | -------- |
| 10 000 м   | Клара Кашапова Санкт-Петербург | 32.33,27 | Наталья Соломинская Бурятия | 32.36,41 | Ольга Мичурина Санкт-Петербург | 33.21,34 |

## Состав сборной России для участия в чемпионате мира
По итогам чемпионата и с учётом выполнения необходимых нормативов, в состав сборной для участия в чемпионате мира в шведском Гётеборге вошли:
Мужчины
100 м: Андрей Григорьев, Александр Порхомовский.

200 м: Александр Соколов.

Эстафета 4х100 м: Андрей Григорьев, Александр Соколов, Александр Порхомовский, Андрей Федорив, Павел Галкин.

800 м: Андрей Логинов.

1500 м: Вячеслав Шабунин.

5000 м: Венер Кашаев.

Марафон: Олег Стрижаков, Эдуард Тухбатуллин, Александр Вычужанин.

3000 м с препятствиями: Владимир Пронин, Владимир Голяс.

110 м с барьерами: Геннадий Дакшевич.

400 м с барьерами: Руслан Мащенко.

Прыжок с шестом: Игорь Транденков, Радион Гатауллин, Максим Тарасов.

Прыжок в длину: Андрей Игнатов, Станислав Тарасенко, Кирилл Сосунов.

Тройной прыжок: Денис Капустин — имел освобождение от отбора.

Метание диска: Сергей Ляхов, Дмитрий Шевченко.

Метание молота: Илья Коновалов, Александр Селезнёв, Василий Сидоренко.

Метание копья: Андрей Моруев — имел освобождение от отбора, Владимир Овчинников, Юрий Рыбин.

Десятиборье: Валерий Белоусов.

Ходьба 20 км: Михаил Щенников, Дмитрий Есипчук, Илья Марков.

Ходьба 50 км: Валерий Спицын, Алексей Воеводин, Николай Матюхин.
Женщины
100 м: Ирина Привалова — имела освобождение от отбора, Екатерина Лещёва, Наталья Воронова.

200 м: Ирина Привалова — имела освобождение от отбора, Марина Транденкова, Галина Мальчугина.

Эстафета 4х100 м: Ирина Привалова, Екатерина Лещёва, Марина Транденкова, Наталья Воронова, Галина Мальчугина.

400 м: Юлия Сотникова, Татьяна Чебыкина, Ольга В. Назарова.

Эстафета 4х400 м: Светлана Гончаренко — имела освобождение от отбора, Юлия Сотникова, Татьяна Чебыкина, Елена Андреева, Ольга В. Назарова, Татьяна Захарова.

800 м: Елена Афанасьева, Татьяна Григорьева, Любовь Гурина.

1500 м: Людмила Борисова, Маргарита Марусова, Людмила Рогачёва.

5000 м: Ольга Чурбанова — имела освобождение от отбора, Виктория Ненашева, Мария Пантюхова.

10 000 м: Алла Жиляева — имела освобождение от отбора, Клара Кашапова.

Марафон: Лариса Зюзько, Надежда Ильина, Марина Беляева.

100 м с барьерами: Татьяна Решетникова, Юлия Граудынь.

400 м с барьерами: Ольга М. Назарова.

Прыжок в высоту: Виктория Фёдорова, Татьяна Моткова, Елена Топчина.

Прыжок в длину: Ольга Рублёва, Людмила Галкина, Ирина Мушаилова.

Тройной прыжок: Иоланда Чен, Инна Ласовская, Анна Бирюкова.

Толкание ядра: Ирина Коржаненко.

Метание диска: Ольга Чернявская — имела освобождение от отбора, Наталья Садова.

Метание копья: Екатерина Ивакина, Оксана Овчинникова.

Семиборье: Светлана Москалец — имела освобождение от отбора, Ирина Тюхай, Елена Лебеденко.

Ходьба 10 км: Ирина Станкина, Елена Николаева, Лариса Рамазанова.